# 応援団

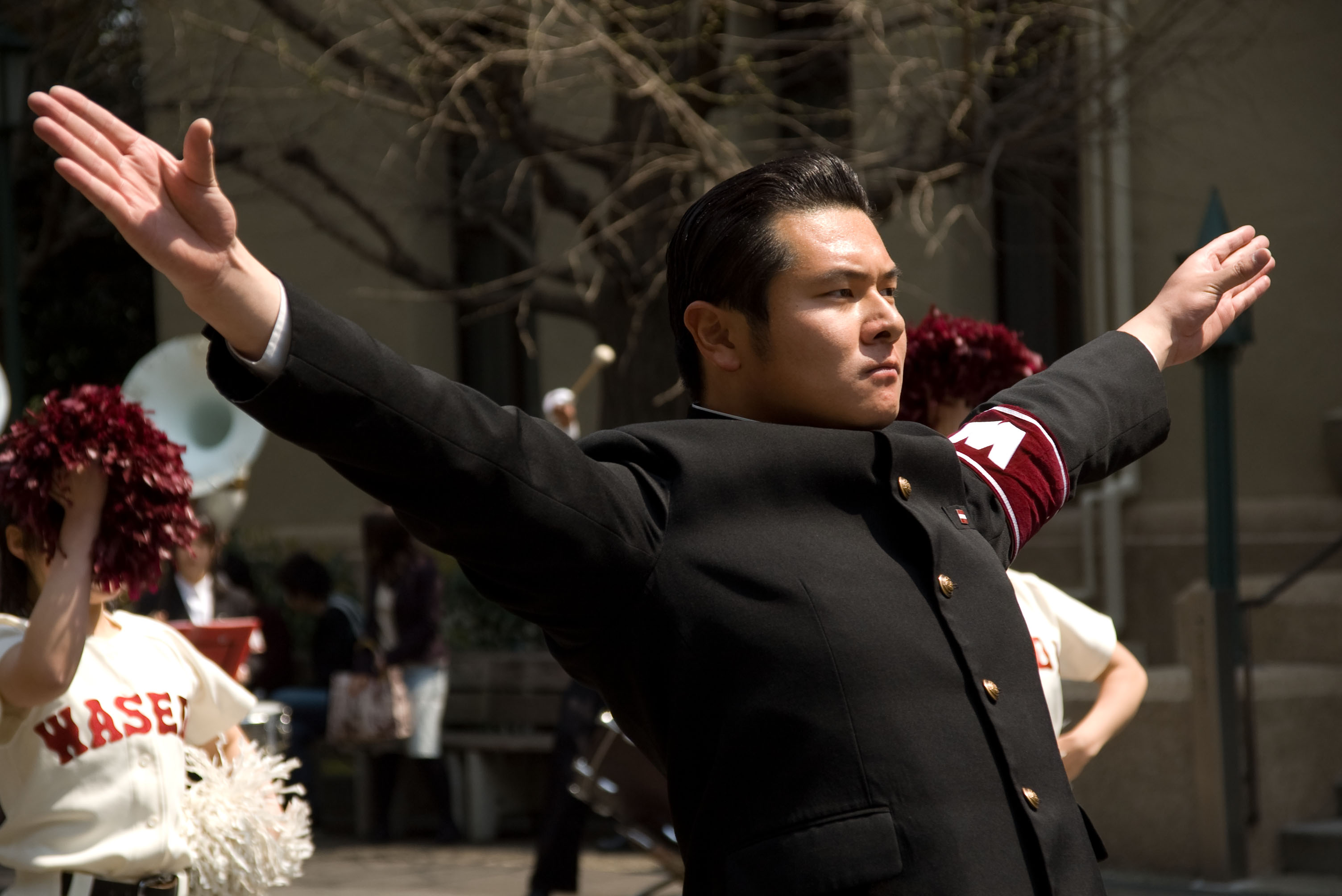
早稲田大学応援部の学生。後ろにいるのはチアリーダー

応援団（おうえんだん）は、競技の応援を目的とする集団である。本項では、日本の学校や企業における主に野球の「応援団」について述べる。
プロ野球の応援団については私設応援団の項を参照。

## 概要
応援団ないし応援部は、高等学校や大学等の教育機関（学校）における生徒・学生、あるいは学校以外の社会組織内においても課外活動的な存在として組織されている場合が多い。春夏の高校野球などのスポーツ競技で、母校の応援を統率して活躍する人たちや、それを含む集団全体を呼ぶ場合それぞれがあり、広義の意味としての応援団（応援する集団全体を現す場合）と、狭義の意味での応援団（応援している人々を統率かつ鼓舞する役割を専門に担う集団・団体。運営団体の解釈や主義詳細の差異より「應援團」「應援部」「應援指導部」と名乗る場合もある）とがある。
大学の応援部は運動各部の応援をすることが多いことから体育会に属することもある。また、組織によってはいわゆる一般的に応援団員と呼ばれている主に男性によるリーダー担当員（通常は「リーダー部」あるいは「指導部」と称することが多い）の他に、内部に演奏担当部門（通常はブラスバンド部或いは吹奏部、吹奏楽部と呼ばれる）や主に女性中心に構成されたチアリーダー担当部門を設けるところもあるが、吹奏楽部は各校における来歴によって、あくまでも音楽系部活動の一環として応援活動に協力する立場もあれば、応援団音楽隊として発足した来歴を持ち、応援団と一体となり活動するものがある。ほかには演舞会や、大学入試の合格発表の際に合格した受験生を祝福するなどの活動をしている。
古くは、他人の行動（喧嘩などのトラブル・他流試合・演技など）を見に集まって、野次を発したり鼓舞する行為を行なっている自然発生的なものが応援団の走りとなるが、現在に繋がる応援団としての始まりは、スポーツ競技などが大衆文化として定着し出した頃に、それを見物しに集まった諸々の集団の応援を統率した人、或いは少数の集団の存在といえる。現在のプロ野球の応援に見られる私設応援団は、最近の応援技術や応援手法こそ前述の学生応援団のものを取り入れている部分も少なくないが、その成り立ちを考えた場合、この項で中心的に説明している学校や会社などの応援団よりも、むしろ古い時代の野次馬応援団の流れを受け継いだものといえる。
このように応援団発生の初期の頃は、現在よりも烏合の衆団をまとめ上げる器量や人望や、時には腕力も必要となったため、豪胆でありながらも粗野な荒くれの気質が強い人間がそれに当たる傾向が強く、その後の応援団という組織を構成する人たちの気質もその流れを汲む傾向になった。
従って、一般的には俗に言う「男気に溢れる」慣習やしきたり、厳しい上下関係を持った集団であることが多い（これらはしばしば漫画・アニメ・テレビドラマ・映画等の作品で誇張的に描写されている）。同じように応援を指揮する団体としてアメリカンフットボールの応援などによく見られる主に女性中心に構成されたチアリーダーがあるが、応援する形態や日常的な組織運営においては多くの点において趣を異にしている場合が実際である。なおアメリカにおいては陸軍士官学校や海軍兵学校など士官学校を始め、予備役将校訓練課程（ROTC）が設置されたランドグラント大学の流れを汲む州立大学などにおいては男性で構成された応援チームもあるが、声援よりもマーチングバンドやファンシードリルなどの軍楽隊的なパフォーマンスによる応援が中心である。
学校、特に大学応援団の場合は、応援団内に主に男子を中心としたリーダー部を中心に、チアリーダー部も併設している場合も少なくなく、細かな点で意識差はあるものの、チームの勝利に導く為に応援するという目的は共通しており、基本的には互いに相反したり敵対する組織同士ではない（チアリーダーの項に一部参考事例の記述あり）。
社会人チームの応援団は職員の有志により結成されることが多い。
プロスポーツでは会場の照明や音響の活用、チアリーダーによる演技など試合時間以外にも演出の一環として行っている。
広義の意味で捉える場合には、本来の応援団組織から離れ、転じて、ある特定の人や集団を応援する人を指すこともある。例えば、人生応援団、カラダ応援団などであるが、それらは、本来の応援団の組織としての慣習、慣例の文化は引きずらない。また、同じスポーツの分野でも、ファンとしての集団や支持者なども一般的には応援団と称する場合がある。このケースにおいても、前述で主に説明したいわゆる学生応援団とは、集団としての体質や文化などが異なる場合が多い。
このように時代の推移と共に「応援する集団」と一口に言っても、その対象により細分化が進んでいて、一般に応援団と呼ぶ場合の多くは「学生応援団」を指し、実際に構成員が学生ではない場合でも学生応援団の組織文化を模倣した集団のことをいう傾向が強い。
学生組織に多く見られる古来からの日本型の応援団、とりわけリーダー部の行う応援行為は、アメリカンフットボールに見られる口頭でのプレー指示の伝達が必要な競技では、競技の阻害行為となる場合があり、大会によっては音量や使用楽器に制限が存在する。
日本型の応援団には伝統的にライバルとされる相手との対戦において、相手を嘲笑・罵倒するような内容の応援歌なども存在するが、スポーツマンシップに反するとしてブーイングに近い応援に制限が課せられることが増えており、日本でも自粛要請が行われている。アメリカンフットボールでは声援ではなく相手チームへのブーイング（エクセッシブ・クラウドノイズ）と判定された場合、5ヤードの罰則が適用される。
競技によっては「サポーター（サッカーなど）」、「ブースター（バスケットボール）」のように特別な呼称が存在する。

## 歴史

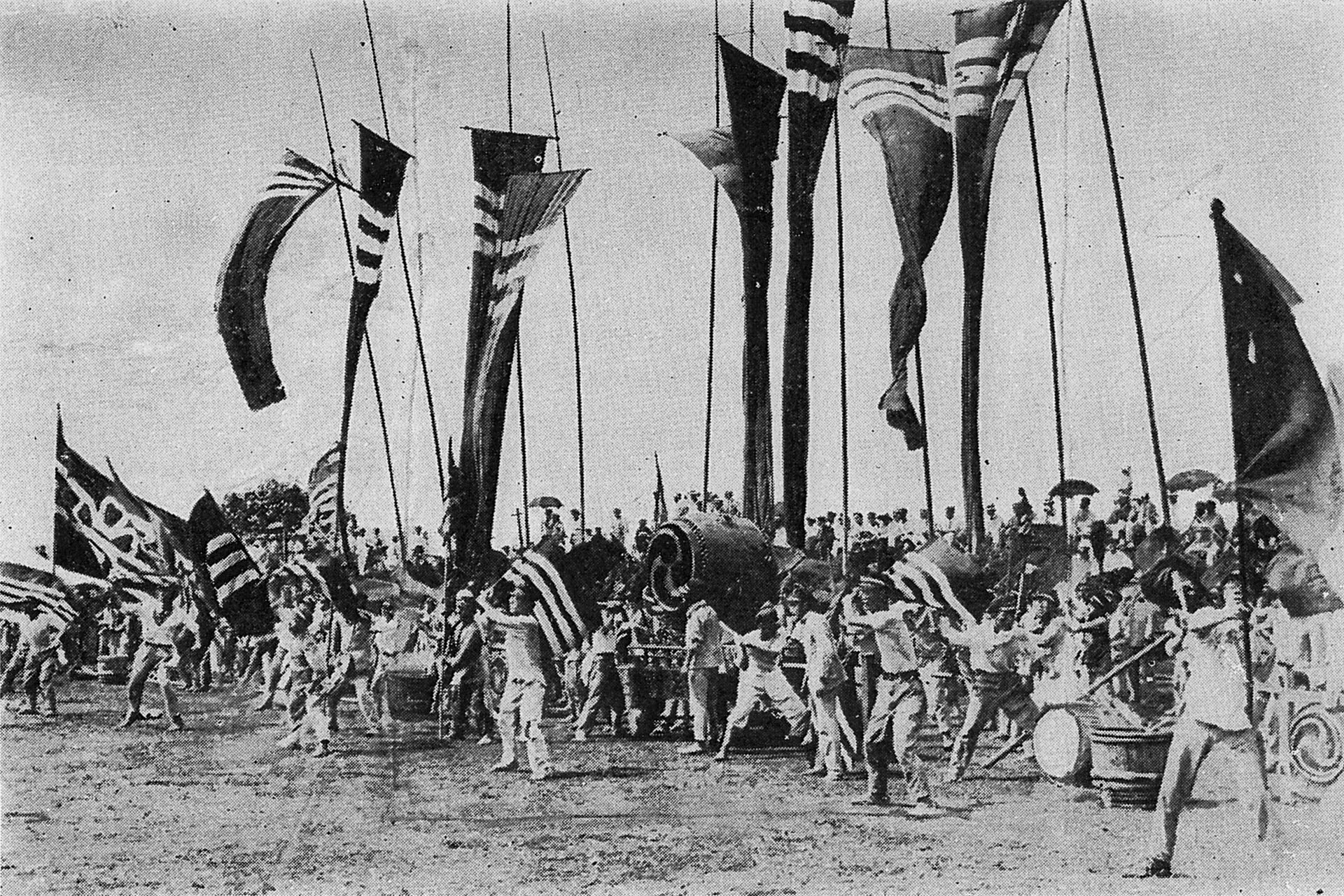
一高三高戦の三高応援団

旧制高校で応援団が結成されるようになったのは、1894年の高等学校令により旧制高校が全国的に普及し、学生の運動部活動が学外でも展開するようになったことに始まる。1890年代後半には、声援隊、応援隊などと呼ばれていたが、次第に応援団と通称化されるようになった。

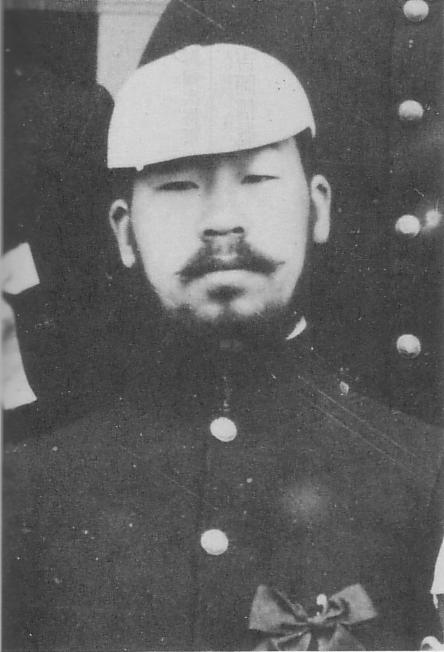
1905年（明治38年）に早稲田大学応援隊を結成した吉岡信敬隊長

当初は常設の組織ではなく、対抗競技の際に校友会活動の一環として組織されるのが一般的で、規律的な応援活動を通じて集団的な連帯感情を育て、各校の「善良なる校風の発揚」に高めることが目的とされた。役員（顧問、団長、副団長、委員）と団員から成り、顧問は職員の中から選ばれて応援団を監督し、団長は校友会の合議により候補者が選ばれ、全校友会員による直接選挙によって民主的に決められた。副団長は団長が指名し、委員は各クラスから選出された。顧問を除く全役員の任期は原則1年が一般的だった。
第二次世界大戦以前も、応援団が絡む粗暴な行為は発生した。応援団長の立場を利用して学生や学校当局を恐喝して金銭を巻き上げたほか、応援団員を暴行して重傷を負わせるなどして、警察に検挙された事例も存在する。
1966年から1970年代には、過度な規律を求めたり暴力を肯定する傾向から「応援団が時代感覚とずれ、一般学生から遊離している状態」（後述する日本大学応援団に対する学校側の認識）となり、それを浮き彫りにする様々な問題が表面化した。
1970年には東都大学野球リーグの試合会場および周辺で亜細亜大学、日本大学の応援団がそれぞれ暴行傷害事件を起こしたことから、同野球連盟は球場から全ての応援団を締め出した。またさらに付け加えておくと、亜細亜大学応援団は1968年にも東都大学野球リーグ戦において駒澤大学応援団と乱闘傷害事件を起こしている。1966年～1970年に発生した上述の事件の発端は全て、応援団連盟規約を遵守しない新興である亜細亜大学応援団にある。さらに個別の事例として、拓殖大学の応援団では1972年に退部を申し出た一年生団員に暴行を加えたことが発覚して廃部。反省の色が見えたとして1974年に応援団が復活したものの、1978年に再び暴行事件があり、1人が死亡したことから永久に廃止されることとなった。また国士舘大学の応援団も、1978年に正副団長が他大学の応援団長に暴行、恐喝した疑いで新宿警察署に逮捕されたことから、同年6月に大学から解散を命じられている。
2000年代以降では応援団への志願者が減少しており、旧制高校の流れを組む東北大学応援団は一時団長が新入生一人となったり、小樽商科大は一時休部している。
2020年代に入ると新型コロナウイルス感染症の問題に直面。集団練習や大きな声出しできなくなったため、活動を休止する応援団も増加した。2022年には、中央大学や一橋大学など36校の応援団が、国の無形文化財への登録を目指し、文化庁などに働きかけていく方針を打ち出している。

## 応援スタイル
見た目だけのものとしては以下に大別される。
1. 学生服[注釈 1]を着用したリーダー（主に男性であることが多い）が応援の指揮を執る
  1. 普通の学生と変わりない学生服の場合
  2. 特別あつらえの変形学生服など一般学生とは異なる学生服を応援組織専用のユニフォームとして着用の場合[15]
2. 弊衣破帽の旧制高校風なバンカラ姿のリーダー（主に男性であることが多い）が応援の指揮を執る[15]
3. トレーナーを着用したリーダー（主に男性であることが多い）が応援の指揮を執る
4. チアリーダーのみ（基本的に女性のみ）が応援の指揮を執る
  1. 野球のユニフォーム風の短パン衣装は、主に4年生のチアリーダーが着用し、人気が高まっている（野球応援以外でも）。少しボーイッシュに見えるため、応援団のリーダーの「男らしい」イメージによく調和すると考えられることもある。
  2. 従来の (プリーツ、タイト）スカートタイプのコスチュームは1～3年生が着用する。

長ランなどの変形学生服、袴や柔道着・空手着などの稽古着や特定のスポーツのユニフォーム、チームカラーまたはスクールカラーを基調とした法被や鉢巻、襷や帯を着用し白手袋を嵌めたり、メガホンを持ったりすることも多い。また、大きな団旗を掲げる旗手（親衛隊長）がいる。
旧制中学の弊衣破帽、汚さを競うかのようなバンカラスタイルを伝統として継承している学校もある。東北地方の公立男子高校、とりわけ岩手県の県立高校や宮城県のナンバースクールなど旧制中学を前身とする男子高の多くがバンカラスタイルを継承している。このスタイルでは、エールの際、通常の応援リードに見られる手振りによるものより、手旗によるものが多く見られ、これも旧制高校風の応援スタイルを強く意識したもの。
一般的に言われるバンカラも「蛮カラ」と「番カラ」の2通りに分けることができる。本来「バンカラ」は「ハイカラ」に対向した造語として生まれた言葉である「蛮カラ」の事を示し、弊衣破帽や羽織り袴のスタイルはこちらに該当する。この「蛮カラ」については、道着や袴を着用する「早稲田風」と着古した学生服を着用する「慶応風」とに分類する見方もある。一方の「番カラ」は、「番長カラー」の略語として用いられているもので、変形学生服や特攻服を主なユニフォームとするものは後者に含まれ、元々旧来からあった「蛮カラ」を後年になって「これも一種のバンカラ」としてこじつけ的に生まれたもの。一般的な説明では厳密に区別するよりむしろ一緒くたに「バンカラ」としている例が多いが、本来は別なものになる。
このように、応援団は活動目的の特殊性から独特なスタイルや体制・気風を採ることが特徴が存在する。それは個々の応援団の中で絶対的・象徴的なものとして重要視され継承されていくことが多く、大概の応援団組織に共通する場合が多い。以下に具体例を挙げる。なお一般社会人の場合は選手と同じユニフォームや法被を纏ったリーダーが指揮を執ることが多い。

### 服装
弊衣破帽に下駄の「バンカラ」に対し、汚れのない変形学生服と革靴のスタイルを「ハイカラ」とする分類もある。
同じ地域でも学校ごとスタイルが異なり、宮城県の仙台一高は着古した袴に下駄の「バンカラ」に対し、仙台二高は白い変形学生服に白い革靴の「ハイカラ」スタイルである。岩手県でも袴と学生服の高校が混在している。
通常の制服があっても応援団員での生活が許可されるなど、特例を認める学校もある。
本来応援団員が着用する長ラン・中ランなどの変形学ランには様々な意味がある。例えば、カラー部分が長いのは「礼」の際に頭を下げたとき首が曲がるのを防ぐため、上着の丈が長いのは同じく「礼」をした際に後ろがめくれ上がって後方の人に尻を向けないようにするため、ズボンが太いのは、普通の細いズボンでは、激しい四股踏みなどの応援アクションに耐えられず、あっという間に膝が出てしまうので充分以上の太さが必要なため、もしくはO脚を隠して見栄えを良くするため、などである（他に戦後復員した特攻隊員の服装の影響からとの説もある）。白手袋は手の動きを大集団に対して明確に示す為（鉄道員や警察官のそれと同じ理屈である）。また、こういった意味合いから、応援団特有の服装は、実戦に即した機能服のようなものでもあり、応援団の中でも現役としては最高位の指導者である最上級生幹部だけが着用を許されているケースも少なくない。汚らしい格好の応援団は、前述のように文化としての応援団の創業に携わった人間にバンカラ気質の者が多かった影響に因るもので、地域によってはまだまだ根強い気風ではあるが、時流の流れと共に団体内部の組織や制度・運営がしっかりした団体が多くなった近年では都市部を中心に衰退の傾向にある。
プロチームの応援団は選手と同じユニフォームや同じカラーリングの法被を着用することが多い。社会人チームでは選手と同じユニフォームや法被の他、業務で使う制服、企業のマスコットキャラクターの着ぐるみなど、会社の宣伝を行うチームもある。

### 旗の神聖視

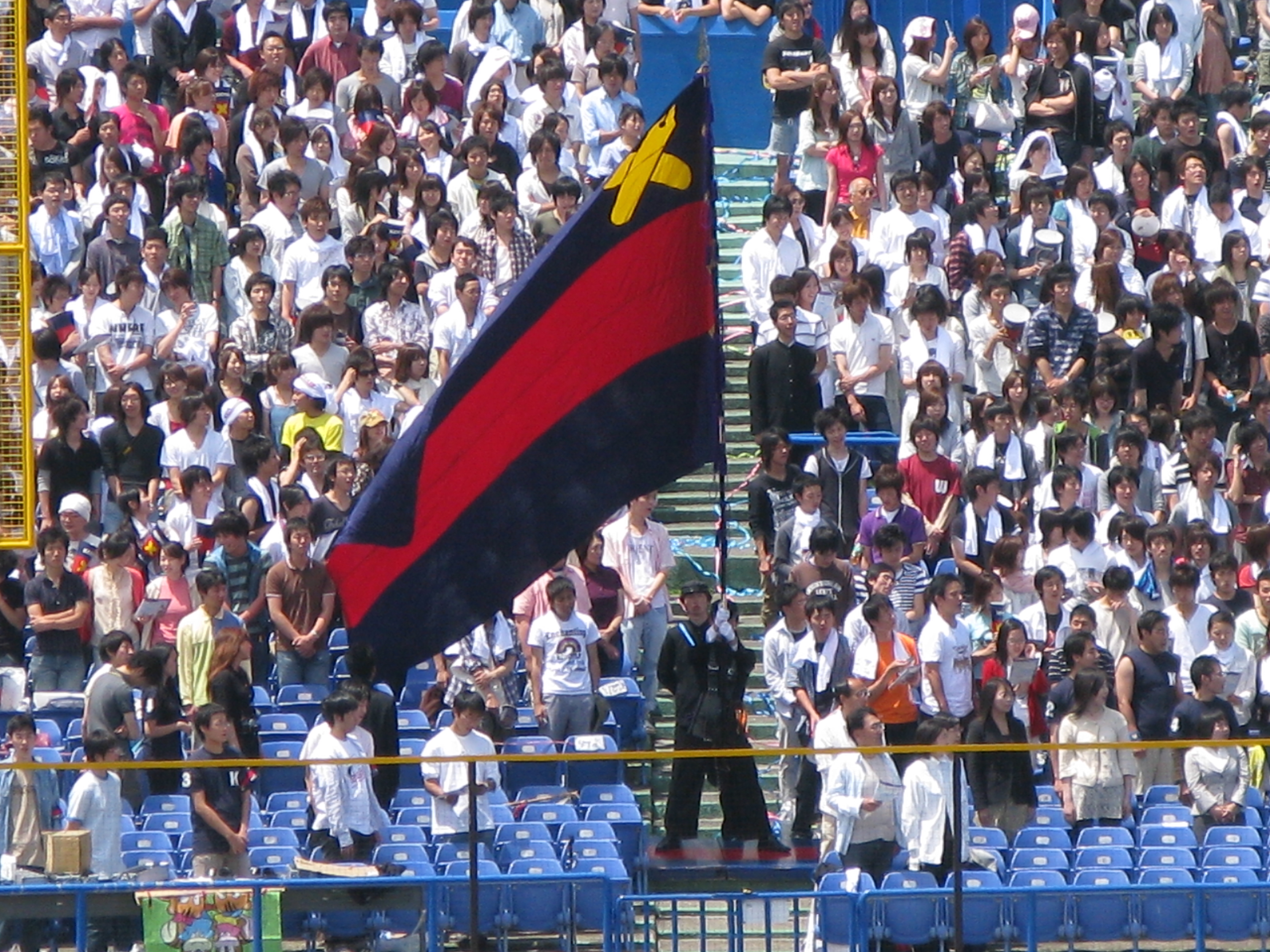
慶應義塾大学の応援旗（2008年春の早慶戦）

大学や高等学校の応援団において校旗が神聖視といっても過言ではないほど重要視されることは、諸漫画等によってよく知られている。これはこうした学校の応援団にとどまらず、企業の応援団などにも見られるが、こちらは、あくまで体裁を繕うためのみであることも多い。
旗を扱う者は旗手と呼ばれ、その団員のなかでもかなり重要な地位にあることが多い。実際規律の厳しい応援団においては、応援中（試合の間ずっと）旗を掲げ続けなければならず、もし下ろすようなことがあれば、大変な恥辱とされることがある。これがさらに進むと、納めている箱から出したが最後、手入れの時以外は地面や床や机などにも着けてはならないとされたり、また、箱からの出し入れ、広げ方畳み方などにまで細かい手順あるいは不文律が存在するような組織もある。
応援団によっては校旗や社旗でなく、「団旗」を掲げる場合もある。高校や大学の応援団では、旗を扱う者は学生帽を被ることが多い。カラーガードも参照。

### 器材の神聖視
旗に限らず、さまざまな応援用具を神聖視することも応援団に共通して見られる特徴である。高等学校や大学の、伝統的な応援団には特に顕著である。具体的には腕章、看板、太鼓、学生帽など。受け継がれてぼろぼろになっても、ぼろぼろになっているからこそ、御神体のごとく取り扱う。また、入れ物や周辺器材なども同時に神聖視する。

### バッジの重要視
学生服の襟章・胸ポケットの徽章について、細かい規定があるのも応援団の特徴である。たとえば団員は団員のバッジ、下級生は下級生のバッジ、そして最上級生（「幹部」と呼ばれることが多い）は専用のバッジと厳密に決められることが多い。
また、大学の応援団の最下級生においては、数日～2週間程度にわたる夏合宿や春合宿等の過酷な練習を乗り越えることが出来た者に対して幹部から団バッジが授与され、その瞬間をもって見習い部員から正式部員に昇格するという大学が多い。
本来的な意味で言えば、バッジそのものを物理的に重要視しているわけではなく、応援団の組織の人間関係は、厳しい上下関係に基づいた縦割り構造社会を根幹にしたものであることが多いため、その人物の組織内における位置関係を明確に示す階級章としてバッジに重要性が生まれる。

## 基本的な応援方法

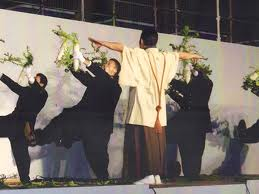
青山ほとり（通称：大根踊り）を披露する東京農業大学全学応援団

団長あるいは応援指揮者（リーダー）と呼ばれる代表が号令をかけ、それに従って団員が大きな掛け声を挙げ、掛け声とともに、空手の型崩しのような動作をするスタイルが基本である。大学や高等学校の応援団には、母校の漢字（または校名をローマ字標記した時の頭のアルファベット。一例として、明治大学なら「Meiji」の“M”）を表す動きも取り入れられている。掛け声に使用されるフレーズとしては、以下のような言葉とともに、チーム名や選手名などを言うことが多い。
- フレー（英・万歳：hurray、ただし異説もある。エール (応援)参照）
- 勝つぞー
- ファイトー
- 押せ押せー
- カッセ（「かっ飛ばせ」の略）
- イッケーイケイケ
- 気合を入れろ

この他に三三七拍子などを行ったり、校歌や応援歌（選手にちなんだオリジナルソングもある）を歌ったりして選手にエールを送る。応援の発声方法では腹式呼吸によるものが望ましいとして指導されることが多い。
以前は掛け声のフレーズに「（対戦相手）倒せ」が使われていたが、近年は相手に失礼であるとして、高校野球では使用されなくなった。
また振付とともに行なわれる演舞形式のものも多く、こういうタイプのものは一大学の学校歌であるにもかかわらず周辺地域の間では民芸的な扱いとして名物となっているものもある（有名な伝統演舞参照）。
競技場における応援団員の応援方法では、大きく分けて、一般観戦客と同様に競技場側を向いて応援をする形式と、観客席側を向いて一般客の応援行動を鼓舞・リードする形式に分かれる。後者のタイプの場合、一般客側を向いている団員に応援の移り変わりの指示を行き渡らせる役目を担う、応援団用語で「鏡」と呼ばれる要員を配置する場合もある。
社会人野球・都市対抗野球大会や日本プロサッカーリーグ（一部）、あるいは高校生の全国規模の著名なスポーツ大会（全国高等学校総合体育大会、高校サッカー、春の高校バレー、高校野球など）では、応援席で郷土芸能を取り入れたり、本拠地にゆかりのある民謡や盆踊りをアレンジしたもの（例・川崎市のチーム=東芝野球部や川崎フロンターレの「川崎おどり」、栃木SCや日光アイスバックスの「栃木県民の歌」、松本山雅FCの「信濃の国」など）、また広島県に本拠地を置くチーム（日本プロ野球・広島東洋カープやJリーグ・サンフレッチェ広島、その他アマチュアクラブ多数）がしゃもじを使うなど、郷土色のある応援を繰り広げる例がある。
人文字を使った応援（コレオグラフィーとも呼ばれる）もある。代表格としてPL学園高等学校野球部での甲子園大会での応援がある（Jリーグ一部クラブのゴール裏サポーター席での応援などと同様）。

## 応援団が陣取る場所
- アメリカンフットボールや屋内球技（バレーボール、バスケットボール、アイスホッケー、ハンドボールなど） - 大抵はテレビ中継の画像映りが多いバックスタンド。チアリーダーは大抵はバックスタンドの階段通路で応援するが、アメフットの場合は踊りだけでなく、組体操やアクロバティックを組み合わせたパフォーマンスをすることが多いため、スタンドではなくフィールドレベルで応援する場合が多い。
- サッカー・ラグビー - 全国高等学校サッカー選手権大会、全国高等学校ラグビーフットボール大会においては、バックスタンドに応援団席が設けられることが多い（Jリーグなどで、熱狂的なサポーターがゴール裏に陣取っているのとは対照的である）
- 野球 - 高校、大学、社会人野球では、球場によって1・3塁側に応援団用の特設台が使われ、そこでチアリーダーや郷土芸能の応援が行われる（プロ野球の場合は1990年代以降、ほとんどの私設応援団が外野席に陣取っているのとは対照的である）

## 使用楽器
応援団が応援の現場で用いる楽器類には、太鼓・呼子・拍子木などが挙げられる。太鼓に関しては近年ではバスドラムも増えているが、特に伝統を重んじる応援団では、和太鼓を愛用するところが多い。また、応援団と一緒に吹奏楽による演奏を行うこともある
近年、応援団が活動するスポーツ競技によっては、応援活動やその応援形態に様々な規制をする場合が少なくなく、その規制の一つとして、和太鼓・大太鼓を禁止するものがある。代表的な場所として甲子園球場では和太鼓禁止となっている。そのため甲子園出場とともに応援スタイルを変えざる得なかった出場校もある。また県によっては野球応援において、トランペットだけを使用しての応援を禁止しているところもある。
プロスポーツでは会場の音響設備を利用し、音楽を流すこともある。

## その他応援で使われる一般的な道具類
- 笛（チアホーンやブブゼラも含む）
- メガホン
- 鉢巻[注釈 3]
- 襷
- 帯
- 扇子・団扇
- チアスティック
- ポンポン
- 絵の具・フェルトペン（フェイスペインティング）
- ジェット風船[注釈 4]
- タオル[注釈 5]
- バケツ - 主に高校、大学の野球応援で使用。応援団長ならびにチアリーダーがバケツ一杯の水を頭から被って全身びしょ濡れにして気合いを入れる。

## 組織の運営形態

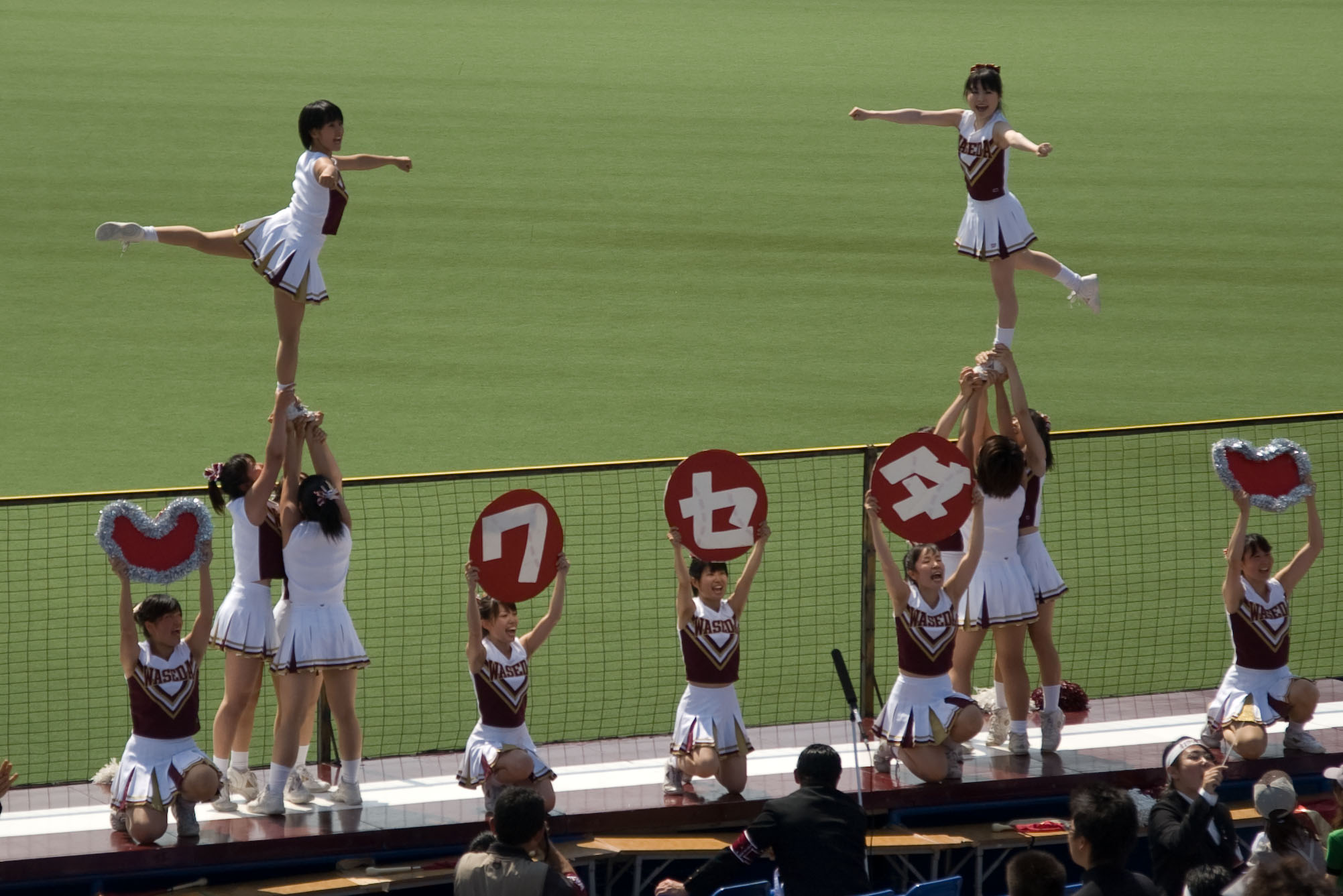
早稲田大学応援部チアリーダー部門の学生

一般的な認識では、狭義の意味で学ラン等を着た男子学生の応援リーダーを応援団もしくは応援団員と捉える場合が多いが、実際の組織構成・運営は学校或いはその応援団組織により様々である。学ランなどを着用した男子のみの集団の団体もあれば、一方では広義の意味で捉え、応援を指揮・指導するのを専門にした活動に携わる集団全体を文字通り応援団（あるいは応援部）とし、近年の華やかな応援には不可欠とされる女子によるチアリーダーと楽器演奏組織（一般的にはブラスバンド部あるいは吹奏部、吹奏楽部）も応援団内に併設して3部構成を採り、恒常的に応援現場での行動は共にしている団体もある。
前者の場合、普段の応援では男子リーダーのみの活動が中心で（ただし、最近は学ラン姿で活動する女性団員も増えてきた）、大きな大会などの場では、他団体であるチアリーダー部や吹奏楽部に協力を依頼する形で応援体制を整える。要請先の団体の都合次第では帯同を断られる場合も少なくなく、応援体制を常時整える意味ではデメリットとなる。メリットとしては、応援形態や構成人員の関係で男性中心であり、そのため「俗に言う」硬派気質という部風がより強く保たれ易い環境になる。そのため、男子リーダー部にはしばしば暴力的な体質が顕在化することもある。
大学応援団の中には「全学組織」という形態を取り、学生自治を任されている応援団組織もある。
旧制中学時代から続く高校の応援団では全生徒が応援団員とみなされ、応援をリードする団員を「幹部」と区別する考えもある。

## 応援コンテストのあるスポーツ大会
- 選抜高等学校野球大会
- 都市対抗野球大会
- プレミアリーグ (バレーボール)
- 日本プロサッカーリーグ（Join賞[注釈 8]）
- 日本プロバスケットボールリーグ